# Magnus Orrelius
Magnus Orrelius, född 30 januari 1717 i Sunne socken, Jämtland, död 20 oktober 1794 i Norrköping, var en svensk författare och översättare.
Magnus Orrelius var son till soldaten Hans Hemmingsson Fanberg. År 1731 fick han möjlighet att studera vid Frösö trivialskola och fortsatte därefter vid Härnösands gymnasium 1735–1739 och blev 1740 student vid Uppsala universitet. Han hade dock inte pengar nog att mer än tidvis bedriva studier och försörjde sig i stället som informator. Från 1750 började han även ge ut böcker, såväl egna alster som översättningar. År 1741 hade han kommit i kontakt med Arvid Gradin och besökte 1753 och 1755 Herrnhut. Orrelius koppling till herrnhutismen gjorde möjligen att han 1763 gick miste om ett lektorat han sökte i Härnösand. År 1755 var han anställd vid Tullsocieten i Stockholm och 1757–1762 hos familjen Alströmer i Alingsås. Sin huvudsakliga försörjning kom han att få genom tillfälligt arbete vid Langes och Hesselbergs tryckerier i Stockholm och pamflettskrivande. Han bedrev även bokhandel. År 1769 reste han till Norrköping för att sälja böcker under riksdagen där och kom därefter att bli kvar i staden, och skall en tid ha varit verksam vid ett handelskontor, arbetade för Norrköpings Tidningar och utgav även tre egna böcker under tiden här.